# باشگاه ورزشی تیاره تاهیتی
باشگاه ورزشی تیاره تاهیتی یک باشگاه فوتبال از آفرایتو در جزیره موئورئا است. در حال حاضر در لیگ ۱ تاهیتی رقابت می‌کند. نام باشگاه اشاره‌ای به یاس تاهیتی، گل ملی پلی‌نزی فرانسه است. آنها به عنوان نمایندگان موئورئا در لیگ ۱ پذیرفته شدند، پس از اینکه در فصل ۱۸–۲۰۱۷ در صدر لیگ ۲ موئورئا قرار گرفتند.